# Ашико
Ашико — западноафриканский барабан в форме усечённого конуса. Играют на ашико руками. 

## Происхождение
Родиной ашико считается Западная Африка, предположительно Нигерия, народ йоруба. Название чаще всего переводят как «свобода». Ашико использовались для излечения, при проведении ритуалов посвящения, воинских ритуалах, общении с предками, для передачи сигналов на расстояния и т. д.
Барабаны в форме ашико на Кубе называются боку и используются во время карнавалов и уличных парадов, называемых компарса. 

## Строение
Корпус барабана — усечённый конус, широкое основание которого затянуто кожей, а нижнее открыто. Традиционно изготовляется из цельного куска дерева твёрдой породы, но современные ашико (как и многие другие) делаются из скреплённых полос. В качестве мембраны используется чаще всего шкура козы или антилопы, реже — коровья. Степень натяжения мембраны контролируется системой верёвок и колец. Современные ашико могут иметь пластиковые мембраны. Встречаются ашико высотой от полуметра до метра с небольшим.

## Техника игры
В противоположность джембе, где кубкообразная форма делает возможными только три основных тона, звук ашико зависит от того, насколько близко к краю (или центру) мембраны нанесён удар. В традиционной музыке ашико практически никогда не аккомпанирует джембе, поскольку это совсем разные барабаны. Встречается мнение, что ашико — это «мужской» барабан, а джембе — «женский».